# Euhelopus
Euhelopus är ett utdött släkte av sauropoda dinosaurier, som levde under jura för cirka 150 miljoner år sedan. Den levde i Asien och kunde bli upp till 15 m lång. Till skillnad från många andra sauropoder, som bara hade tänder längst fram i käken, hade den kinesiska Euhelopus tänder runt hela munnen, ett särdrag den delade med Camarasaurus. Fastän deras käkar och tänder var likartade, hade Euhelopus betydligt längre hals än Camarasaurus. Den hade 19 kotor i halsen, som hos en fullvuxen individ kunde bli 5 m lång, medan Camarasaurus hade 12 kotor i sin 3 m långa hals. Fram- och bakbenen var nästan precis lika stora, vilket måste ha inneburit att den rörde sig med rak rygg istället för med sluttande. Euhelopus hade stora näsborrar överst på huvudet. 
Det enda kända fossila proven från Euhelopus zdanskii i världen förvaras i Evolutionsmuseet i Uppsala, Sverige. Det finns två prov på museet, nämligen "prov A" och "prov B". Ett tredje prov vet man att det har funnits, nämligen "prov C", men den har försvunnit.
 I andra museer finns rekonstruerade kopior.

## Historia
Euhelopus hette först Helopus, som betyder "träskfot" av Wiman år 1929, men namnet hörde redan till en fågel. Den döptes om till Euhelopus år 1956 av Romer.